# Ібрагім Абд аль-Маґід
Ібрагі́м Абд аль-Маґі́д (*2 грудня 1946, Александрія, Єгипет) — єгипетський письменник-прозаїк і журналіст.

## З життєпису
Народився в Александрії. 
Вивчав філософію в Александрійському університеті. Здобув ступінь бакалавра в 1973 році. 
В літературі дебютував у 1972 році романом «У надрах землі».
Наступного року (1974) переїхав до Каїра, де почав активну літературну діяльність.

## З творчості
Ібрагім Абд аль-Магід — автор понад 10 книг. 
Пише як романи, так і оповідання. Останні ввійшли у збірки «Маленькі сценки біля великого муру» (1982) і «Дерево без птахів» (1986).
Авторський стиль відзначається хронікальністю. 
Найвідоміші повісті письменника ввійшли до «Александрійської трилогії»: «В Александрії ніхто не спить» (1996), «Янтарні птахи» (2000) та «Хмари над Александрією» (2012).
Вибрана бібліографія
- المسافات (1983).
- بيت الياسمين (1987).
- البلدة الأخرى (1991).
- لا أحد ينام في الإسكندرية (1996).
- طيور العنبر (2000).
- في كل أسبوع يوم جمعة (2009).
- الإسكندرية في غيمة (2012).

## Визнання
Ібрагім Абд аль-Магід — визнаний автор слова, якого не раз відзначали преміями і нагородами, як на національному, так і на міжнародному рівнях. 
Нагороди та відзнаки
- Медаль Нагіба Махфуза, перший переможець за фільм «Інше місце» (1996);[6]
- Премія Каїрського міжнародного книжкового ярмарку «роман року» за книгу «В Александрії ніхто не спить» (1996);
- Культурна премія Sawiris за «Кожен тиждень має п’ятницю» (2011);
- Премія Катара за кращий арабський роман, перший співпереможець за Adagio (2015).[7]